# اريك والش
اريك والش هو دبلوماسي كندي، ولد في 1972.